# Caryocar
Die Caryocar (Syn.: Pekea Aubl., Rhizobolus Gaertn. ex Schreb., Saouari Aubl.) sind eine Pflanzengattung in der Familie der Caryocaraceae innerhalb der Ordnung der Malpighienartigen (Malpighiales).

## Verbreitung
Die Arten haben ihre Areale nur in der Neotropis. Die meisten Arten gibt es im Amazonasgebiet.

## Beschreibung
Alle Arten sind verholzende, immergrüne Pflanzen: meist Bäume, selten Sträucher. Sie haben alle hartes Holz. Die meist gegenständigen, ledrigen, gestielten Laubblätter sind meist dreiteilig, manchmal fünfteilig, und die Blättchen haben meist einen gesägten oder gezähnten Rand. Es sind (meist) Nebenblätter vorhanden.

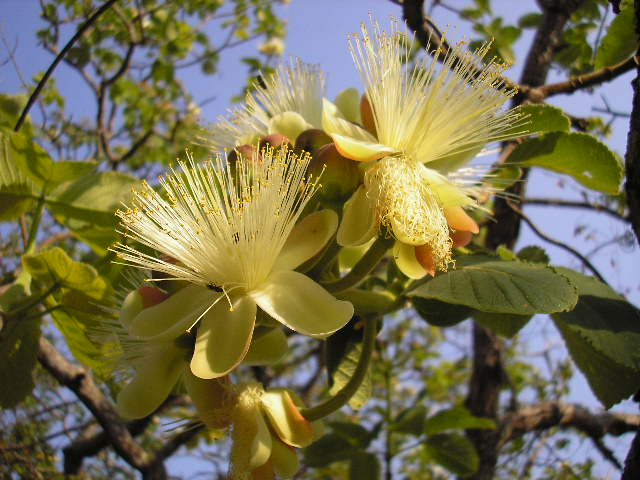
Fledertierblumen von Caryocar brasiliense

Die Blüten stehen meist zu vielen in traubigen Blütenständen zusammen. Bei den großen, radiärsymmetrischen Blüten sind zwittrig und meist fünf-, selten sechszählig. Es sind je fünf bis sechs Kelch- und Kronblätter vorhanden. Die Blüten enthalten bis über 700 besonders lange Staubblätter und Staminodien. Vier bis sechs Fruchtblätter sind zu einem synkarpen, oberständigen Fruchtknoten verwachsenen, mit vier bis sechs freien Griffeln. Die Arten werden von Fledertieren (Chiroptera) bestäubt (Chiropterophilie). Die Steinfrüchte sind ölhaltig.

## Nutzung
Die Steinfrüchte haben ein gelbliches, faserig-öliges Mesokarp und das Endokarp ist sehr hart. Das ölige Mesokarp kann nach einer Stunde kochen als „Gemüse“ gegessen werden. Die Samenkerne enthalten über 60 % Öl. Der weiße, essbare Samenkern ist sehr wohlschmeckend und liefert ein dem Pekannussöl ähnliches Öl.
Das harte und dauerhafte Holz wird zum Beispiel für den Bootsbau geschätzt.
Etwa sieben weitere Arten der Gattung Caryocar werden ähnlich genutzt.

## Inhaltsstoffe
Als wichtige Inhaltsstoffe enthalten sie Triterpen-Saponine.

## Systematik
In der Gattung der Caryocar gibt es etwa sechs bis 16 Arten:
- Caryocar amygdaliferum Mutis: Mit essbaren Früchten. Die Heimat ist Kolumbien.[1]
- Caryocar amygdaliforme G.Don: Die Heimat ist Ecuador und das nördliche Peru.[1]
- Caryocar brasiliense Cambess. (Inkl. Caryocar intermedium Wittm.): Mit zwei Unterarten. Heimat ist Brasilien, Paraguay und Bolivien[1]. Mit essbaren Samen.
- Caryocar coriaceum Wittm.: Die Heimat ist das nördliche Brasilien.[1] Teile der Früchte sind essbar.
- Caryocar costaricense Donn. Sm.: Beheimatet in Costa Rica und Panama, hat ein begehrtes Holz, dessen Handelsname Piquia ist. Die Art ist im CITES Anhang II gelistet.
- Caryocar cuneatum Wittm.: Die Heimat ist Brasilien.[1]
- Caryocar dentatum Gleason: Die Heimat ist Bolivien und das nördliche Brasilien.[1]
- Caryocar edule Casar. (Syn.: Caryocar barbinerve Miq.): Die Heimat ist Brasilien.[1]
- Caryocar glabrum Pers.: Mit essbaren Früchten. Die Heimat der Art ist das tropische Südamerika. Sie gliedert sich in drei Unterarten.[1]
- Caryocar gracile Wittm.: Die Heimat ist Kolumbien, Venezuela und das nördliche Brasilien.[1]
- Caryocar harlingii Prance & Encarn.: Die Heimat ist Kolumbien und Peru.[1]
- Caryocar microcarpum Ducke: Das Verbreitungsgebiet reicht von Martinique bis zum tropischen Südamerika.[1] Mit essbaren Früchten.
- Caryocar montanumPrance: Die Heimat ist das südöstliche Venezuela, das südliche Guayana und Roraima in Brasilien.[1]
- Souarinussbaum, auch Butternuss oder Indie Noto genannt, (Caryocar nuciferum L., Syn.: Caryocar villosum (Aubl.) Pers., Cayocar butyrosum (Aubl.) Willd., Caryocar tomentosum Willd., Caryocar tuberculosum (Aubl.) Baill., Pekea tuberculosa Aubl.): Die Heimat ist das nördliche Südamerika bis zum nördlichen Brasilien, St. Kitts und St. Vincent.[1]
- Caryocar pallidum A.C.Sm.: Die Heimat ist das südliche Venezuela, Bolivien und Brasilien.[1]
- Caryocar villosum (Aubl.) Pers.: Teile der Früchte sind essbar. Hartes Holz mit vielseitiger Verwendung. Die Heimat ist das tropische Südamerika.[1]

## Bilder
Caryocar brasiliense:

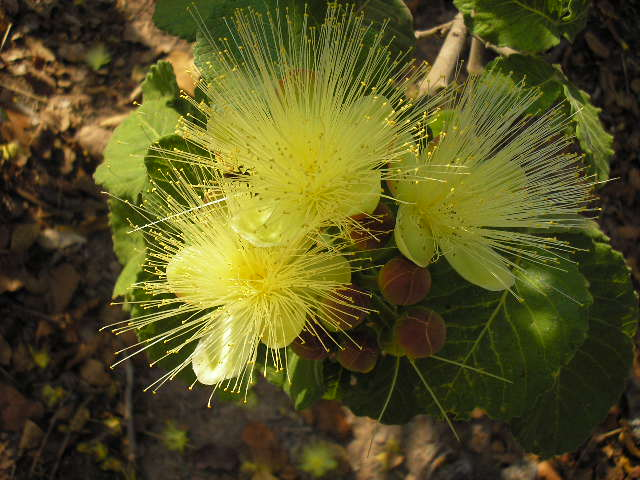
Blüten
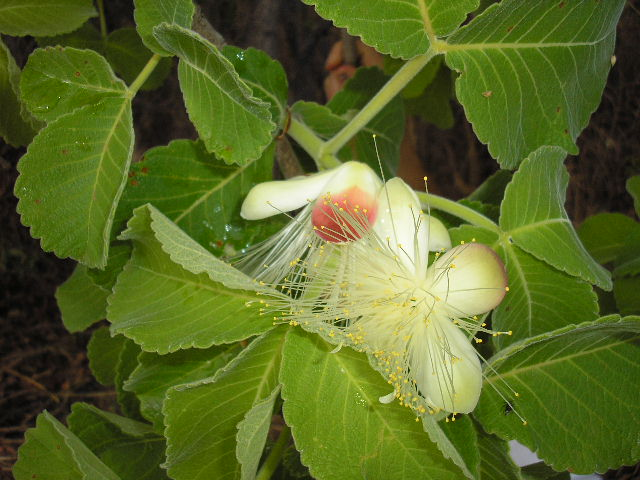
Blüten und gestielte, dreiteilige Blätter
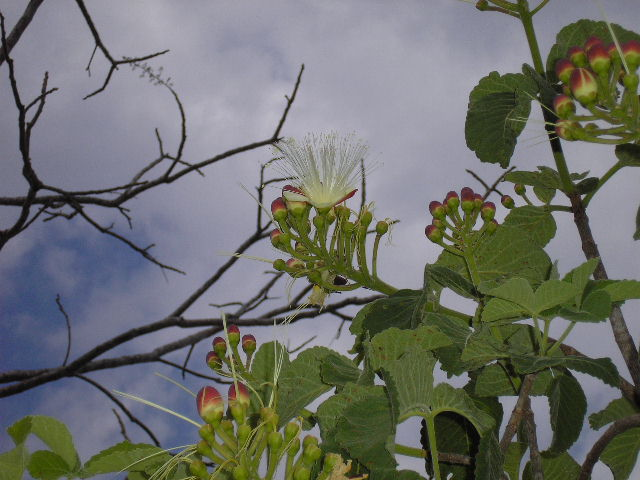
Blüten und gestielte, dreiteilige Blätter
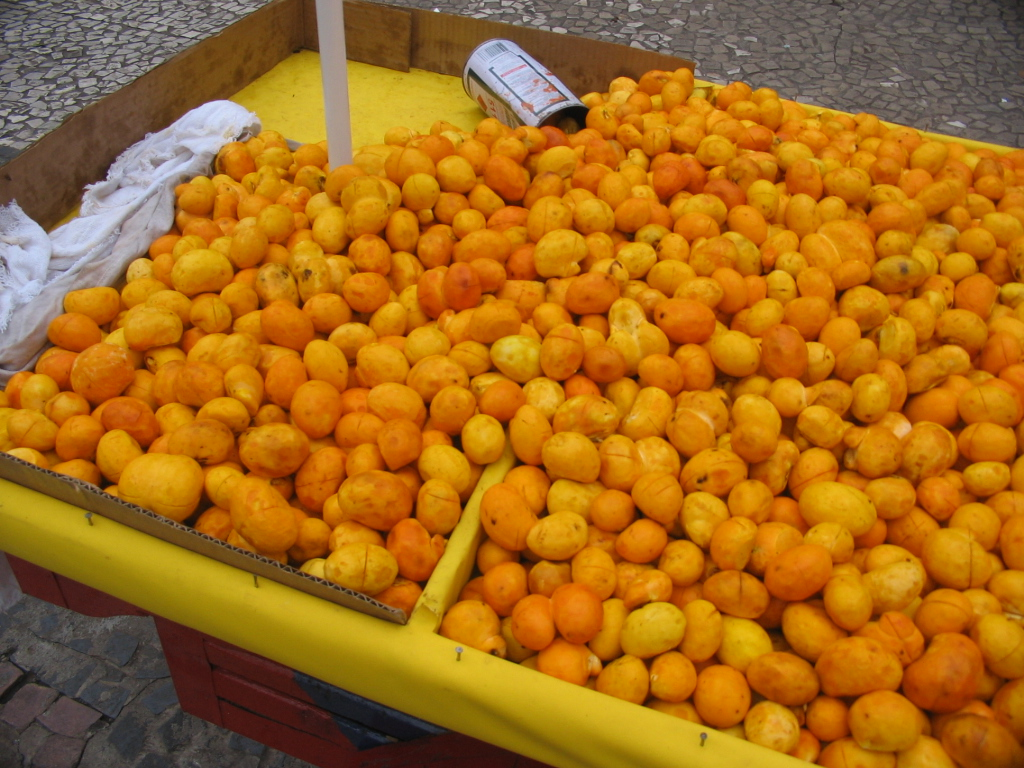
Steinfrüchte